# Præsidentvalget i USA 2024
Præsidentvalget i USA 2024 var det 60. præsidentvalg i USA, som blev afholdt tirsdag den 5. november 2024. Republikanernes kandidatpar – bestående af den tidligere præsident Donald Trump og senatoren fra Ohio J.D. Vance – besejrede Demokraternes – Kamala Harris, den siddende vicepræsident, og Tim Walz, guvernør i Minnesota.
Trump og Vance blev erklæret vindere af de store medier tidligt om morgenen den 6. november 2024, efter det stod klart, at de både havde vundet et flertal af valgmandsstemmerne samt et flertal af stemmerne på nationalt plan. Harris erkendte nederlaget i en telefonsamtale med Trump og holdt en tale samme dag. Trump vandt 312 valgmandsstemmer – det højeste antal valgmandsstemmer for et republikansk præsidentpar siden George H. W. Bush sejr ved valget i 1988. Trump forbedrede sin andel af stemmerne blandt næsten alle demografiske grupper på landsplan sammenlignet med sine to tidligere kampagner, særligt blandt latinamerikanske vælgere. Trumps vælgerkoalition blev beskrevet som den mest racemæssigt diverse koalition for en republikansk præsidentkandidat i årtier. Trump vandt alle de delstater, han sejrede i i 2020, samt seks afgørende svingstater: Arizona, Georgia, Michigan, Nevada, Pennsylvania og Wisconsin.
Eftersom Trump også vandt præsidentvalget i 2016 blev Trump blot den anden præsident i amerikansk historie til at opnå valg til to adskilte periode. Den anden var Grover Cleveland, som havde vundet valget i 1884, men ved det efterfølgende valg i 1888 var blevet besejret af Benjamin Harrison, hvorefter han besejret samme Harrison ved valget i valget i 1892. Trump – som var 78 år på valgdagen – blev også den ældste person nogensinde valgt som præsident. Harris opnåede 226 valgmandsstemmer, hvilket var det dårligste resultat for et demokratisk præsidentpar siden Michael Dukakis ved valget 1988. Hun blev samtidig den første demokratiske præsidentkandidat, som ikke fik flest stemmer på nationalt plan siden John Kerry i 2004.

## Demokratiske Parti
Den 25. april 2023 annoncerede præsident Joseph R. Biden sit kandidatur til genvalg, hvor han beholdt vicepræsident Kamala Harris som sin vicepræsidentkandidat. Republikanerne intensiverede deres kritik af Harris efter Bidens erklæring om at stille op igen. I slutningen af 2021, da Biden havde en lav approval rate (godkendelse af jobpræstation), var der spekulationer om, at han ikke ville søge genvalg. Udover Bidens upopularitet var mange bekymrede over hans høje alder. Han var den ældste person til at tiltræde embedet i en alder af 78 år og ville være 82 ved afslutningen af sin første periode. Hvis han blev genvalgt, ville han være 86 ved afslutningen af sin anden periode.
I henhold til en NBC-meningsmåling, der blev offentliggjort i april 2023, mente 70 procent af amerikanerne – herunder 51 procent af demokraterne – at Biden ikke skulle søge genvalg. Næsten halvdelen sagde, at det skyldtes hans alder. I henhold til FiveThirtyEights nationale meningsmålingsgennemsnit var Bidens aktuelle approval rate (godkendelse af jobpræstation) 41 procent, mens 55 procent var utilfredse med hans jobpræstation. Efter at demokraterne overgik forventningerne ved midtvejsvalget i 2022, mente mange, at chancerne for, at Biden ville genopstille og vinde sit partis nominering, var steget.
Forfatteren Marianne Williamson annoncerede sit kandidatur som demokratisk præsidentkandidat i februar 2023, før Biden annoncerede sit eget kandidatur til genvalg. Williamson havde tidligere forsøgt at få den demokratiske præsidentnominering i 2020. I april 2023 annoncerede Robert F. Kennedy Jr. sit kandidatur som demokratisk præsidentkandidat. Den 9. oktober 2023 annoncerede Kennedy, at han ville trække sig ud af den demokratiske primærvalg og i stedet stille op som uafhængig kandidat. Medlem af Repræsentanternes Hus Dean Phillips annoncerede sit kandidatur mod Biden den 26. oktober. Venturekapitalisten Jason Palmer annoncerede sit kandidatur den 22. oktober.
Williamson annoncerede oprindeligt, at hendes hun ville trække sit kandidatur den 7. februar 2024, men genoptog sin kampagne et par uger senere. Den 6. marts 2024 suspenderede Philips sin kampagne efter at have mislykkedes med at vinde nogen primærvalg natten før på Super Tuesday, efterfulgt af Williamson den 11. juni.Jason Palmer vandt Amerikansk Samoa caucus, hvilket gjorde ham til den første kandidat til at vinde et primærvalg mod en siddende præsident siden Ted Kennedy i 1980. Han vandt ingen andre primærvalg og suspenderede sit kandidatur den 15. maj 2024. Den 12. marts 2024 opnåede Biden et flertal af de delegerede, hvilket officielt gjorde ham til den formodede demokratiske præsidentkandidat.
Eftersom det i marts 2024 stod klart, at den tidligere præsident Donald Trump ville blive Det Republikanske Partis præsidentkandidat, blev der arrangeret en tv-debat mellem de to partiers formodede præsidentkandidater (Biden og Trump) d. 27. juni 2024. Biden virkede usammenhængende under debatten og Bidens kommunikationschef, Kate Bedingfield, erkendte efterfølgende, at det "ikke [var] en god debat for Joe Biden". I kølvandet på debatten stillede flere politiske kommentatorer og demokratiske politikere spørgsmålstegn ved, om Biden skulle genopstille. Flere demokratere opfordrede efterfølgende Biden til at trække sit kandidattur. Williamson genindtrådte i præsidentløbet den 2. juli og opfordrede til et åbent konvent.
Den 21. juli 2024 annoncerede Biden, at han ville trække sig sit kandidatur, hvilket gav Det Demokratiske Parti mulighed for at vælge en ny kandidat. Han gav sin støtte til den siddende vicepræsident Kamala Harris, som den næste demokratiske præsidentkandidat.
Det Demokratiske Parti gennemførte en virtuel afstemning den 2. august, hvor Harris sikrede sig flertallet af de delegerede stemmer og blev derved partiets officielle kandidat den 5. august. Dagen efter valgte hun Tim Walz som sin vicepræsidentkandidat.

### Nomineret kandidat
| Præsidentkandidat                     | Vicepræsidentkandidat          |
|                                       |                                |
| 49. vicepræsident for USA (2021–2025) | Guvernør for Minnesota (2019–) |
| Kampagne                              |                                |
|                                       |                                |
| [ 44 ] [ 45 ]                         |                                |

### Andre kandidater
- Siddende præsident (2021-) Joe Biden, annoncerede sit kandidatur d. 15. april 2023 [46] Den 21. juli 2024 annoncerede han, at han trak sit kandidatur.[42]
- Forfatter Marianne Williamson, annoncerede sit kandidatur d. 4. marts 2023.[47] Williamson trak oprindeligt sit kandidatur den 7. februar 2024,[30] hvorefter hun genoptog sin kampagne. Hun trak derpå atter sit kandidatur den 11. juni,[33] men annoncerede igen, at hun genoptog sit kandidatur den 2. juli, hvor hun samtidig opfordrede til et åbent konvent.[41]
- Miljøadvokat Robert F. Kennedy Jr., annoncerede sit kandidatur d. 19. april 2023.[48] Den 9. oktober 2023 annoncerede Kennedy, at han ville trække sig ud af den demokratiske primærvalg og i stedet stille op som uafhængig kandidat.[27]
- Venturekapitalisten Jason Palmer annoncerede sit kandidatur den 22. oktober.[29] Palmer suspenderede sit kandidatur den 15. maj 2024.[35]

## Republikanske Parti
Donald Trump, som tidligere havde været præsident i perioden mellem 2017 og 2021, annoncerede sit kandidatur som præsidentkandidat d. 15. november 2022 i en tale fra Mar-a-Lago. Trump var blevet besejret af Biden ved præsidentvalget i 2020, og var derfor ikke begrænset af embedsperioder til at stille op igen i 2024. Trump blev betragtet som en tidlig frontløber til den republikanske præsidentnominering umiddelbart efter hans annoncering. Trump havde tidligere annonceret (i marts 2022), at hvis han genopstillede og ville vinder den republikanske præsidentnominering, ville hans tidligere vicepræsident Mike Pence ikke blive hans vicepræsidentkandidat.
I marts 2023 blev Trump anklaget for sine betalinger af tavshedspenge til pornoskuespilleren Stormy Daniels (også kendt som den såkaldte tys-tys-sag). Trump blev igen anklaget i juni for sin håndtering af klassificerede dokumenter, som indeholdt materiale, der var følsomt over for national sikkerhed. Trump har erklærede sig ikke-skyldig i alle anklager relateret til disse anklager. Den 1. august 2023 anklagede en føderal storjury i Washington, D.C., Trump for at have konspireret til at bedrage USA, hindre certificeringen af valgmandsstemmeafgivningen, berøve vælgerne deres borgerrettigheder til at få optalt deres stemmer, og hindre en officiel procedure (alle disse anklager relateret til Stormen på Kongressen). Ligeledes i august 2023 offentliggjorde en storjury i Fulton County, Georgia, et anklageskrift mod Trump med 13 anklagerpunkter, som omhandlede Trumps påstået forsøg på at undergrave valgresultatet i Georgia i 2020. Trump erklærede sig ikke-skyldig til anklagerne i både Georgia og Washington D.C.
Floridas guvernør Ron DeSantis blev set som den største udfordrer til Trump om den republikanske nominering. Han indsamlede flere kampagne midler i første halvdel af 2022 og havde mere favorable meningsmålinger end Trump ved udgangen af 2022. Den 24. maj 2023 annoncerede DeSantis officielt sit kandidatur på Twitter i en online samtale med Twitters CEO Elon Musk. "Amerikansk tilbagegang er ikke uundgåelig—det er et valg... Jeg stiller op som præsident for USA for at lede vores store amerikanske comeback," sagde DeSantis. Hans kampagne oplyste at have indsamlet $1 million i den første time efter annonceringen af hans kandidatur. I slutningen af juli 2023 viste FiveThirtyEights nationale gennemsnit af meningsmålinger for de republikanske primærvalg, at Trump havde 52 procent mens DeSantis kun havde 15 procent. Trumps føring i diverse meningsmålingerne var således blot vokset i takt med, at de forskellige juridiske anklager var blevet offentliggjort, idet de fleste republikanske vælgere så anklagerne som politisk motiverede.
Den første tv-debat mellem de republikanske kandidater blev planlagt til den 23. august 2023. Trump havde dog på forhånd (d. 18. august) annonceret, at han ikke ville deltage i denne debat og i stedet ville lade sig interviewe af Tucker Carlson. Trump bekræftede efterfølgende via et opslag på sin Truth Social-konto d. 20. august 2023, at han heller ikke ville deltage i nogen af de efterfølgende debatter. Trump citerede sit store forspring i diverse meningsmålinger, som årsag til, at han ikke ville deltage i nogle debatter.
Efter Iowa caucus d. 15. januar 2024, hvor Trump sikrede sig en overvældende sejr, trak DeSantis og forretningsmanden Vivek Ramaswamy deres kandidatur og erklærede i stedet deres støtte til Trump. Dette efterlod Trump og Nikki Haley, den tidligere guvernør i South Carolina, som de eneste tilbageværende store kandidater. Trump fortsatte med at vinde alle fire tidlige primærvalg, mens Haleys kampagne kæmpede for at få momentum. Den 6. marts 2024, dagen efter kun at have vundet ét primærvalg ud af femten på Super Tuesday, suspenderede Haley sin kampagne. Trump blev den eneste tilbageværende kandidat til den republikanske præsidentnominering. Den 12. marts 2024 blev Trump officielt den formodede republikanske præsidentkandidat, efter han havde vundet nok delegerede.
Den 15. juli 2024, den første dag af det republikanske konvent, annoncerede Trump officielt, at senator J. D. Vance ville være hans vicepræsidentkandidat. Trump havde få dage forinden overlevet et attentatforsøg med et skudsår i øret.

### Nomineret kandidat
| Præsidentkandidat                 | Vicepræsidentkandidat        |
|                                   |                              |
| 45. præsident for USA (2017–2021) | Senator for Ohio (2023–2025) |
| Kampagne                          |                              |
|                                   |                              |
| [ 76 ] [ 77 ]                     |                              |

### Andre kandidater
- Tidligere FN-ambassadør (2017-2019) og South Carolinas guvernør (2011-2017) Nikki Haley annoncerede sit kandidatur d. 14. februar 2023.[78][79] Haley indstillede sin kampagne d. 6. marts 2024, efter en række nederlag på Super Tuesday.[80]
- Floridas guvernør (2019-) Ron DeSantis annoncerede officielt sit kandidatur d. 24. maj 2023.[81][82] Han trak sig fra valgkampen 21. januar 2024.[83]
- Entreprenør og erhvervsmand Vivek Ramaswamy annoncerede sit kandidatur d. 21. februar 2023.[84] Han indstillede sin kampagne 15. januar 2024 efter det første primærvalg i Iowa.[85]
- Tidligere guvernør i Arkansas (2015-2023) Asa Hutchinson meddelte d. 2. april 2023 i et tv-interview, at han opstillede som præsidentkandidat.[86] Han trak sig fra valget 16. januar 2024 efter en sidsteplads i primærvalget i Iowa.[87]
- Tidligere guvernør i New Jersey (2010–2018) Chris Christie annoncerede sit kandidatur d. 6. juni 2023,[88] men trak sit kandidatur igen d. 10. januar 2024.[89]
- Senator for South Carolina (2013-) Tim Scott annoncerede sit kandidatur d. 19. maj 2023.[90] Scott indstillede sin kampagne d. 11. december 2023.[91]
- North Dakotas guvernør (2016-) Doug Burgum annoncerede sit kandidatur d. 7. juni 2023.[92] Han indstillede sin kampagne d. 4. december 2023.[93]
- Tidligere vicepræsident (2017-2021) under Trump og Guvernør af Indiana (2013-2017) Mike Pence annoncerede officielt sit kandidatur d. 5. Juni 2023. [94]. Han indstillede dog sin kampagne den 28. oktober 2023.[95]
- Radiovært og politisk kommentator Larry Elder annoncerede sit kandidatur d. 20. april 2023.[96] Han trak sit kandidattur d. 26. oktober 2023.[97]
- Bogmester i Miami (2017-) Francis Suarez annoncerede sit kandidatur d. 15. juni 2023.[98] Han suspenderede sin kampagne d. 29. august 2023.[99][100]

## Tredjeparts og uafhængige kandidater

### Det Libertarianske Parti
| Præsidentkandidat          | Vicepræsidentkandidat |
|                            |                       |
| Salgskontochef fra Georgia | Økonom fra Virginia   |
| Kampagne                   |                       |
|                            |                       |
| [ 101 ]                    |                       |

### Green Party
| Præsidentkandidat      | Vicepræsidentkandidat     |
|                        |                           |
| Læge fra Massachusetts | Akademisk fra Californien |
| Kampagne               |                           |
|                        |                           |
|                        |                           |

### Robert F. Kennedy Jr.
| Præsidentkandidat            | Vicepræsidentkandidat |
|                              |                       |
| Miljøadvokat fra Californien | Advokat Californien   |
| Kampagne                     |                       |
|                              |                       |
|                              |                       |

Den 22. august 2024 indgav Kennedy-kampagnen en anmodning om at blive fjernet fra stemmesedlen i Arizona, da der gik rygter om, at han ville trække sig for i stedet at støtte Trump. Den 23. august trak Kennedy sig og erklærede sin støtte til Trump. Kennedy påpegede, at han havde til hensigt at trække sit kandidatur i de delstater, som blev betragtet som svingstater, mens hans navn ville forblive på stemmesedlen i de øvrige delstater.

### Cornel West
| Præsidentkandidat                      | Vicepræsidentkandidat |
|                                        |                       |
| Akademiker og aktivist fra Californien | Akademisk Californien |
| Kampagne                               |                       |
|                                        |                       |
|                                        |                       |